# Sune Jungar
Sune Harald Jungar, född 8 oktober 1936 i Jeppo, är en finländsk historiker.
Jungar avlade filosofie doktorsexamen 1969. Han var 1972–1976 docent i nordisk historia vid Åbo Akademi och 1976–1999 professor i ämnet. Han har som forskare behandlat främst rysk-svenska relationer i verken Ryssland och den svensk-norska unionens upplösning (1969), Skandinaviska företag i Sovjetunionen (1974) m.fl. arbeten. Han var finländsk redaktör för Scandinavian journal of history 1974–1982.

## Utmärkelser, ledamotskap och priser
- Ledamot av Vetenskapssocieteten i Lund (LVSL, 1988)[1]